# Vera Weizmann
Vera Weizmann (en hebreo: ורה ויצמן‎; née Chatzman; 27 de noviembre de 1881 – 24 de septiembre de 1966), esposa de Jaim Weizmann, el primer presidente del Estado de Israel, fue médico y activista sionista.

## Biografía

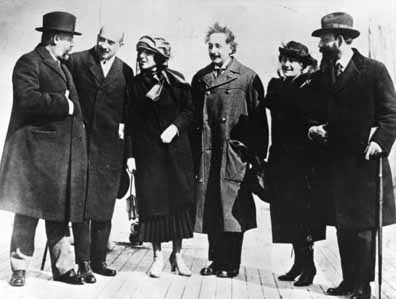
Albert Einstein y su esposa Elsa Einstein (centro) con líderes sionistas, incluidos Jaim Weizmann y Vera Weizmann, Menahem Ussishkin y Ben-Zion Mossinson, a su llegada a la ciudad de Nueva York en 1921

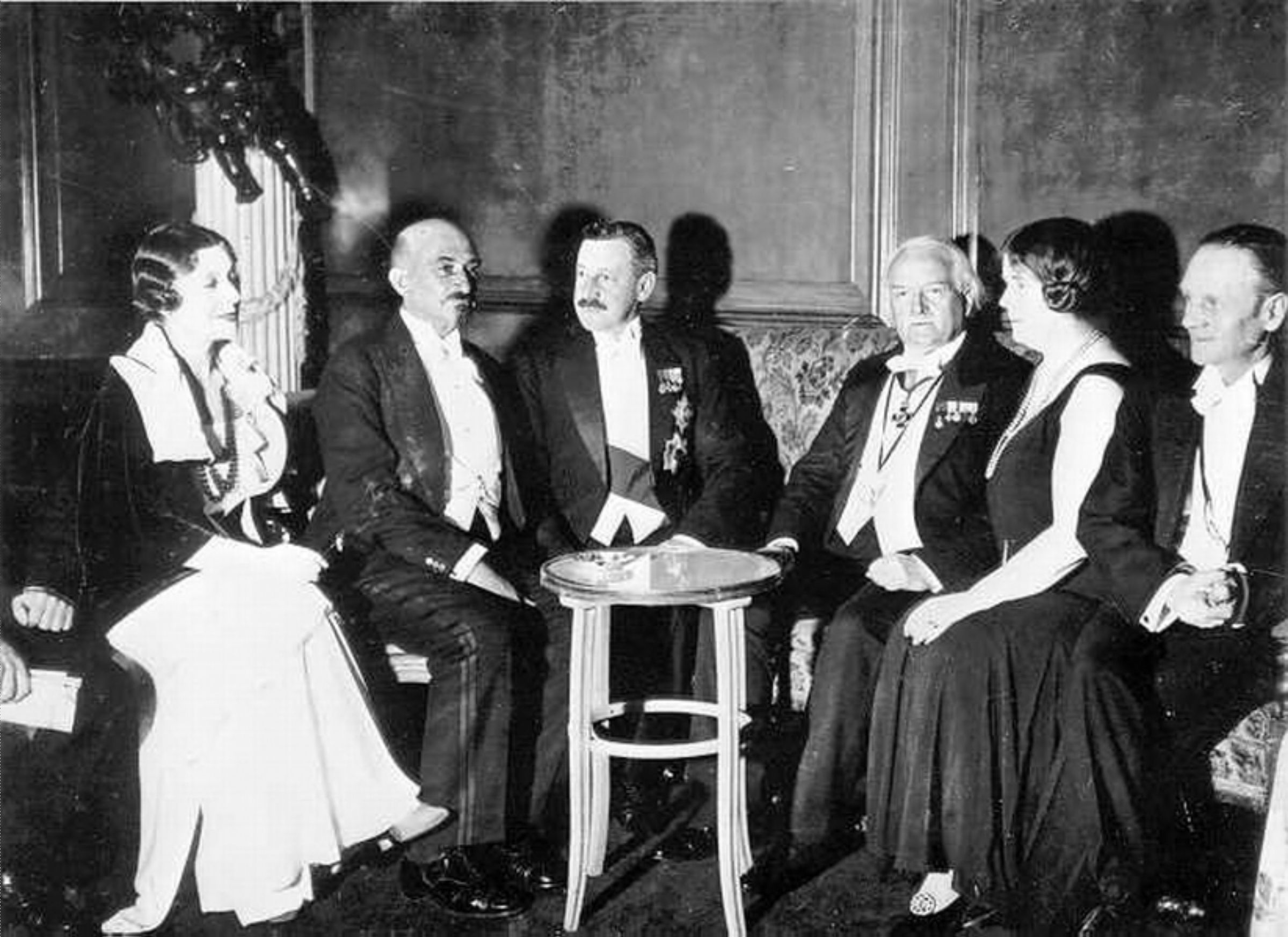
Vera y Jaim Weizmann, Herbert Samuel, David Lloyd George, Ethel Snowden y Philip Snowden

Vera Chatzman, hija de Isaia y Feodosia Chatzman, nació en la localidad de Rostov-on-Don, Imperio Ruso. Inicialmente estudió música antes de recibir formación médica en Ginebra, Suiza. Allí conoció a Jaim Weizmann en el Club Sionista de la Universidad.
En 1906 se casó con Weizmann en Zoppot, Prusia, (actualmente Sopot, Polonia), y ese mismo año se establecieron en Manchester, Inglaterra. Allí tuvieron dos hijos, Benjamin, nacido en 1907 y Michael, nacido en 1916. La familia Weizmann vivió en Manchester durante treinta años, desde 1906 hasta 1937. En 1913, Vera Weizmann recibió su licencia médica inglesa y trabajó como médico en el servicio de salud pública en clínicas para niños, desarrollando técnicas avanzadas para la supervisión y nutrición infantil.
El hijo mayor, Benjamin (Benjie) Weizmann (1907–1980), se instaló en Irlanda y pasó a ser productor lechero. El hijo menor de los Weizmann, Michael, sirvió como piloto en la Royal Air Force británica durante la Segunda Guerra Mundial y murió en servicio activo cuando su avión fue derribado sobre el Golfo de Vizcaya.

## Voluntariado

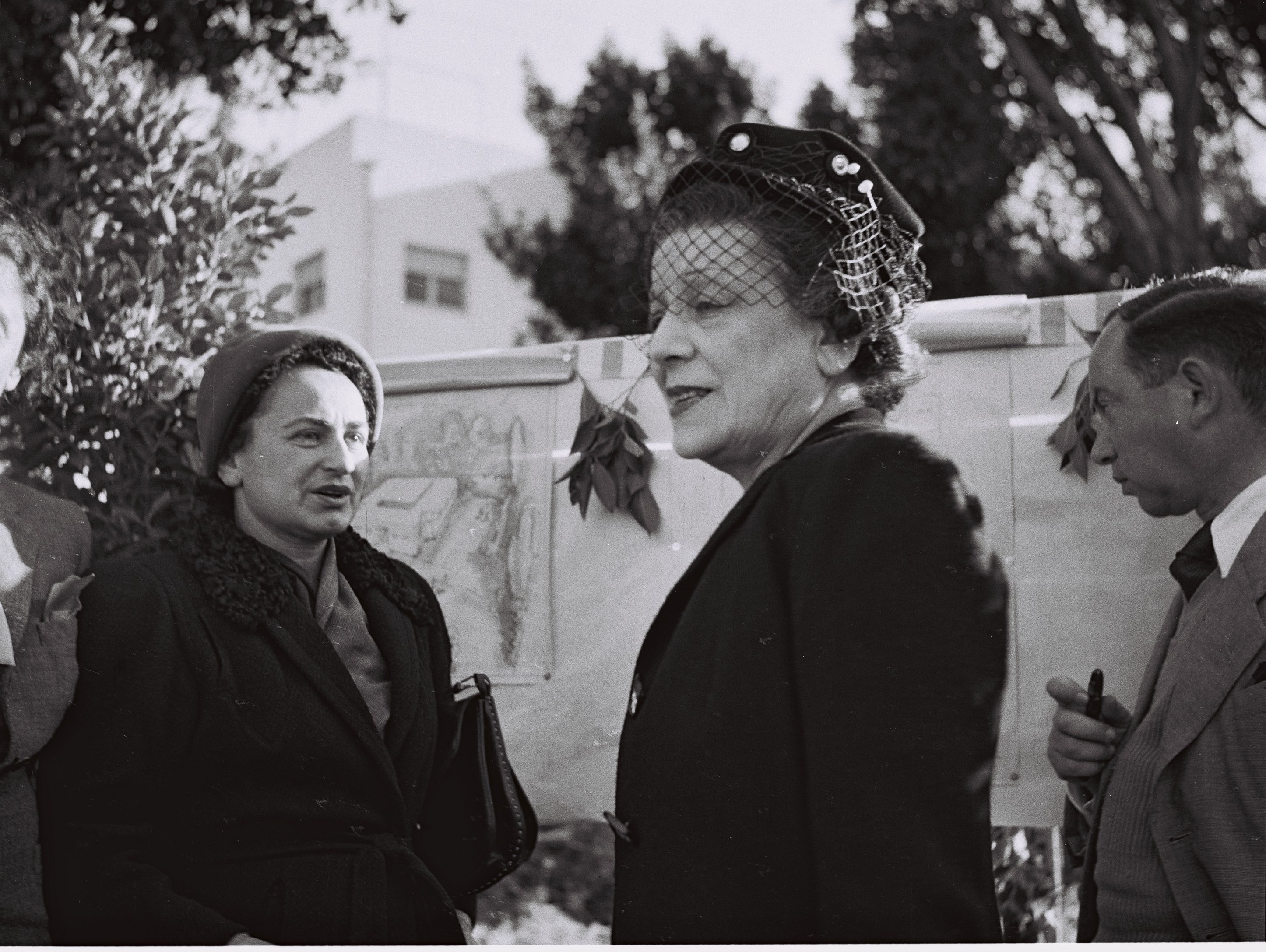
Vera Weizmann, 1946

En 1916, Weizmann renunció a su trabajo como pediatra cuando se unió a su esposo tras su nombramiento como asesora científica en química del Almirantazgo Británico durante la Primera Guerra Mundial. En 1920, fue una de las miembros fundadoras de la Organización Internacional de Mujeres Sionistas (WIZO) y fue su presidenta, alternándose con Lady Sieff, durante cuarenta años. Cuando estalló la Segunda Guerra Mundial en 1939, dedicó todos sus esfuerzos a Youth Aliya (Aliyat Hanoar), una organización establecida en Inglaterra y que continuó dirigiendo como presidenta honoraria mientras vivió en Israel.
Durante la Guerra de Independencia de Israel, Weizmann se centró en el tratamiento y la rehabilitación de los soldados heridos. Inmediatamente después de la guerra, estableció la Asociación de Veteranos Discapacitados de la Guerra de Independencia y se desempeñó como su presidenta. También estableció dos centros para la rehabilitación de soldados heridos, Beit Kay en Nahariya y el Departamento de Rehabilitación en Sheba — Hospital Tel Hashomer.
Además de su actividad en estas organizaciones, Weizmann brindó su apoyo a muchas organizaciones voluntarias como ILAN, Magen David Adom, de la que se desempeñó como presidenta, y docenas de otras iniciativas benéficas privadas e institucionales.

## Casa Weizmann
Como primera dama, Weizmann hizo rediseñar el interior de la casa construida para la pareja en el Instituto Weizmann. Todo el mobiliario y el arte eran originales, en su mayoría importados de Inglaterra y Francia.

## Trabajos publicados
- Lo imposible lleva más tiempo: las memorias de Vera Weizmann